# Gino Baldassari
Gino Baldassari (Lucca, 14 luglio 1897 – Lucca, 29 dicembre 1989) è stato un politico italiano.

## Biografia
Socialista dal 1919 al 1922, aderì successivamente al Partito Comunista d'Italia. Era impiegato delle Ferrovie dello Stato, quando fu allontanato dal servizio per il suo antifascismo.
Nel 1942 contribuì alla riorganizzazione del movimento comunista in Lucchesia e, dopo l'armistizio, prese parte alla Resistenza come partigiano combattente e membro del CLN di Lucca.
Dopo la Liberazione è stato sindaco di Lucca (1944-1946) e membro dell'Assemblea Costituente. Nella prima e nella seconda Legislatura repubblicana  (1948-1958) Gino Baldassari ha fatto parte, come deputato del PCI, delle Commissioni Trasporti e Giustizia.